# 크루아상
크루아상(프랑스어: croissant)은 초승달 모양의 페이스트리이다. 크루아상이라는 이름 자체가 초승달이라는 뜻을 담고 있다.
오스트리아의 발효빵인 키플리 모양에서 영향을 받았지만, 버터를 듬뿍 사용하여 발효한 뒤 층층이 쌓는 페이스트리 기법으로 제작된다. 효모로 발효한 반죽은 빵의 특징을 지니고 있지만, 바삭하게 구워 과자에 더 가깝다. 초승달 모양으로 만든 과자나 케이크는 오래 전부터 있었다. 르네상스 시대에 초승달 모양의 빵이 있었고, 초승달 모양의 케이크는 고대 후기부터있었다. 오늘날의 크루아상은 20세기 초, 프랑스 제빵사들이 지금과 같은 겹겹이 쌓는 반죽을 개발하며 만들어졌다.
1970년대 후반 공장에서 대량으로 생산하는 냉동식품 형태의 크루아상이 만들어졌다. 미국식 패스트 푸드에 대응하기 위해 고안된 이 방법은 공장에서 대량으로 제작한 반제품을 전국의 체인점에 공급하면 각지의 점포는 굽기만 하여 팔 수 있도록 하였다. 특히 "라 크루아상테리"와 같은 프랜차이즈가 유명하다. 2008년 현재 프랑스 베이커리와 파티스리에서 판매되는 크루아상의 30-40%는 냉동 반죽을 공급받아 구운 것이었다. 유럽의 많은 나라에서 아침 대용으로 먹는다.

## 유래와 역사

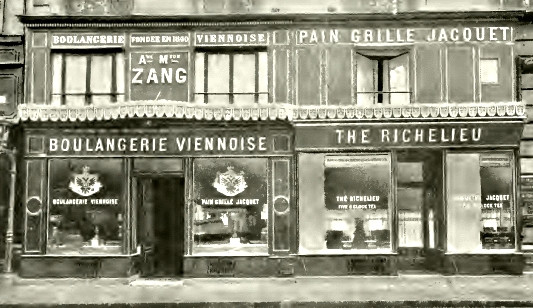
1909년 당시 파리의 비엔나 제빵점

적어도 15세기 무렵 부터 오스트리아에서는 초승달 모양의 빵인 키플리를 만들어 먹었다. 키플리는 그저 평범한 빵을 초승달 모양으로 만든 것부터 견과류나 다른 재료로 속을 채운 것까지 다양하게 만들었다.
1838년 또는 1839년에 오스트리아 포병 장교 출신의 아우구스트 장은 파리 리슐리외 거리 92번지에 비엔나 제빵소("Boulangerie Viennoise")를 설립했다. 그는 여기서 크루아상으로 이름붙인 빵을 만들어 팔았다. 초기에는 오스트리아의 키플리와 다를 바 없었지만 1095년 무렵에는 오늘날과 같은 방식으로 크루아상을 만들었다. 그러나 이곳이 원조라고 단정짓기는 힘들다. 겹겹이 반죽을 하지 않은 크루아상 제작법은 19세기에 알려져 있었으며 1850년 무렵 프랑스에는 이미 크루아상이라 불리는 빵이 여럿 있었다.
장은 1848년 오스트리아로 돌아가 언론사를 차렸지만, 제빵소는 파리에서 계속 인기를 끌었고 크루아상은 점차 비엔나 제빵소의 방식으로 만들어진 것을 가리키는 말이 되었다 1869년 무렵 크루아상은 아침 식사에서 빠질 수 없는 것이 되었다. 1872년 찰스 디킨스는 자신이 발간하던 《올 더 이어 라운드》에서 크루아상이 노동자의 한끼 식사에서 군인의 보급식량에 이르기까지 빠지지 않는 품목 가운데 하나라고 소개하였다.
오늘날 크루아상의 특징인 퍼프 페이스트리 기술은 17세기 후반 프랑수아 피에르 라 바렌이 《르 쿠시니에 프랑수아》에서 레시피를 설명하였다. 당시 페이스트리는 단독으로 만들어지기 보다는 무언가를 담는 껍질로 쓰였다. 그러나 이러한 페이스트리 기법과 크루아상이 엮인 것은 20세기 초반이 되어서였고 그 이전에는 서로 별개의 요리였다. 1906년 파리에서 콜롬비에가 발간한 《새로운 요리백과》에는 오늘날과 비슷한 크루아상 레시피가 수록되어 있다. 현대의 크루아상 레시피는 1915년 실뱅 클라우디우스 고이가 발간한 《앵글로 아메리카 요리》로 알려져 있다.

## 같이 보기
- 데이니시
- 롤빵
- 크러핀
- 크로플
- 프렌치 토스트
- 빵
- 크루키

## 참고 문헌
- Alan Davidson,  The Oxford Companion to Food